# Òmicron de l'Escorpió
Òmicron de l'Escorpió (ο Scorpii) és un estel de magnitud aparent +4,55 situada a la constel·lació de l'Escorpió. D'acord a la nova reducció de les dades de paral·laxi del satèl·lit Hipparcos, s'hi troba a 269 parsecs —879 anys llum— del Sistema Solar, si bé la mesura comporta un alt grau d'error que fa que la seva distància estiga compresa entre 235 i 315 parsecs. Ha estat considerada membre de l'Associació estel·lar Scorpius OB2 però atès que aquesta associació s'hi troba a una distància aproximada de 150 parsecs, la seva pertinença a la mateixa és qüestionable.
Òmicron de l'Escorpió és una gegant lluminosa blanca de tipus espectral A4II/III amb una temperatura efectiva de 8370 ± 200 K. La mesura del seu diàmetre angular, 1,15 mil·lisegons d'arc, conjuntament amb la distància a la qual s'hi troba, permet estimar el seu radi, sent aquest unes 44 vegades més gran que el radi solar. Gira sobre si mateixa amb una velocitat de rotació projectada —component de la velocitat radial que depèn de la inclinació de l'eix de l'estel respecte a la línia de visió— de 23 km/s. Presenta una metal·licitat superior a la del Sol en un 48% i, com la major part de les superggants de tipus A i F, mostra sobreabundancia de nitrogen. Encara que és un estel massiu amb una massa entre 7,9 i 8,7 masses solars, està per sota del límit per sobre dels quals els estels escalten com a supernoves. Té una edat entre 29 i 40 milions d'anys.
Òmicron de l'Escorpió està associada a una font emissora de rajos X, la separació de la qual respecte a la posició de l'estel en l'espectre visible és de 5 segons d'arc. No obstant això, fins avui, no hi ha constància de cap companya estel·lar que acompanyi a Òmicron de l'Escorpió. D'altra banda, encara que mesures inicials van detectar un camp magnètic en aquest estel de <Bz> = 46 G, posteriors mesuraments semblen descartar l'existència d'aquest camp.